# Deutsches Burgenmuseum

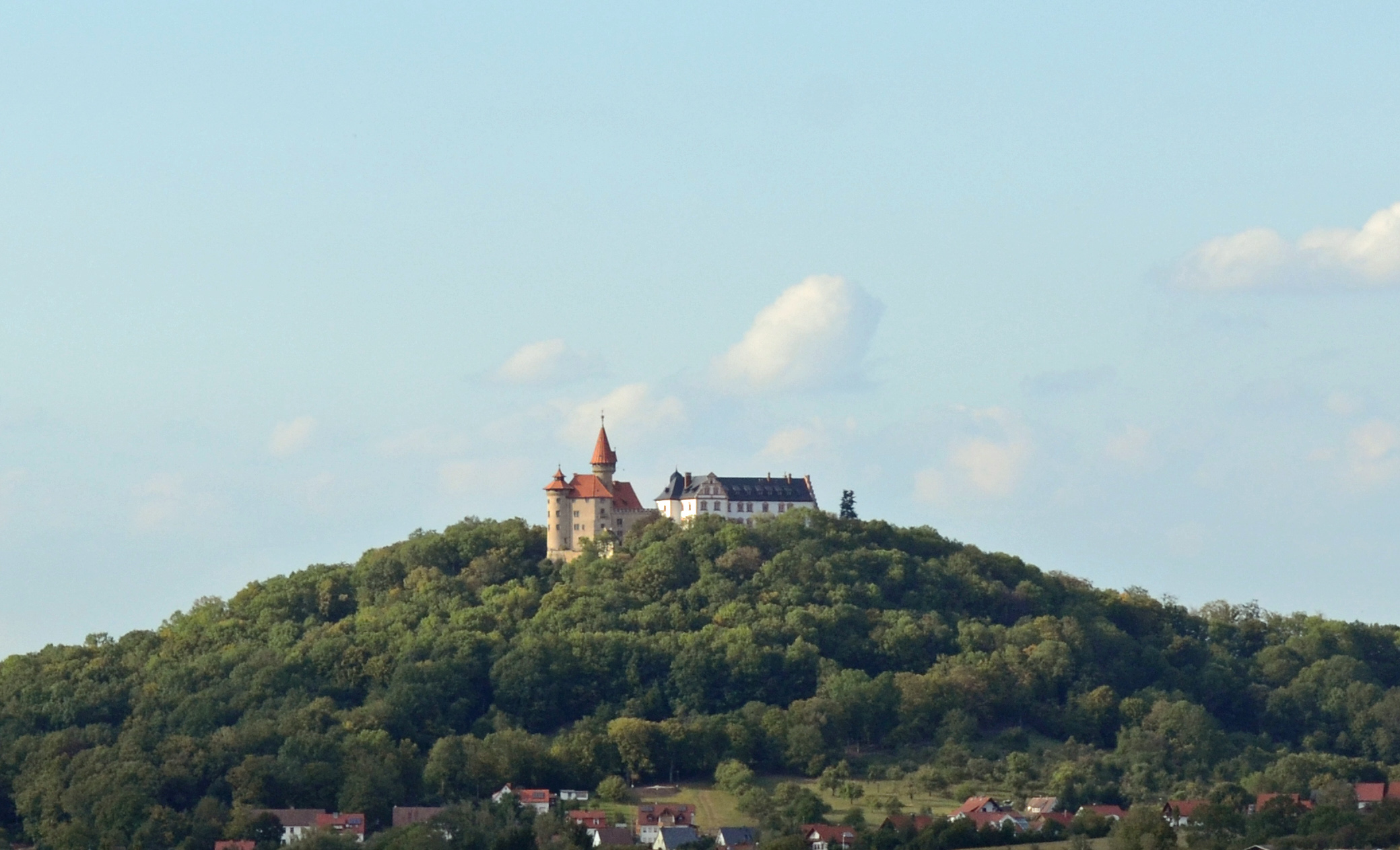
Veste Heldburg

Das Deutsche Burgenmuseum ist ein historisches Museum auf der Veste Heldburg bei Heldburg im Heldburger Land, dem südlichsten Teil im Landkreis Hildburghausen in Thüringen und wurde am 8. September 2016 eröffnet.
Die Ausstellung schließt ein Informationsdefizit über das Leben auf Burgen und den Burgenbau im Mittelalter. Das Museum umfasst 40 Räume und eine Fläche von 3000 Quadratmetern im Französischen Bau der Veste Heldburg.

## Geschichte

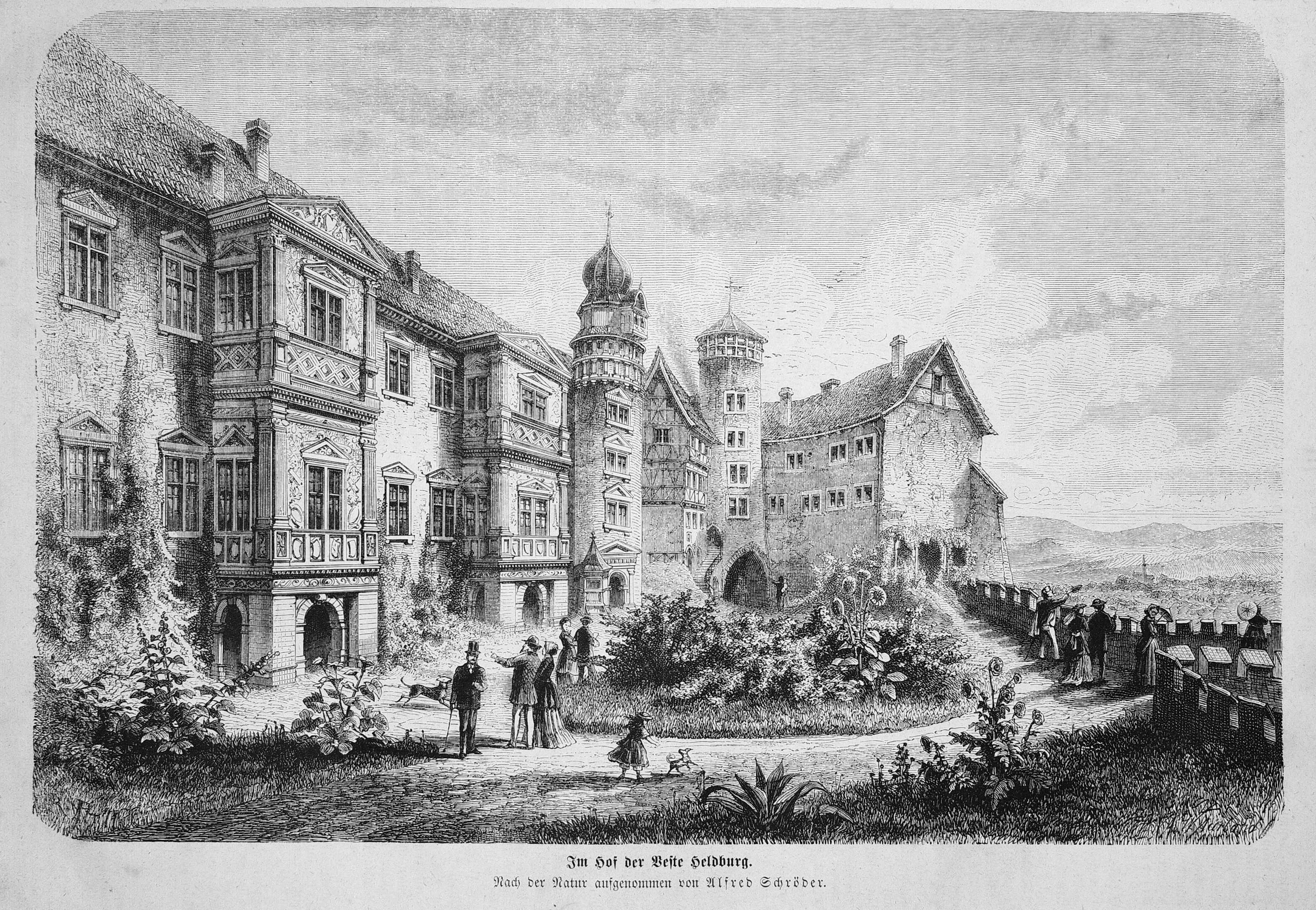
Hof der Veste Heldburg 1872, links der Französische Bau mit Herren- und Frauenerker

Zunächst war die Einrichtung des Deutschen Burgenmuseums in der Cadolzburg in Bayern vorgesehen, ein erstes Konzept erarbeitete der damalige Generaldirektor des Germanischen Nationalmuseums in Nürnberg, G. Ulrich Großmann. Ende 2001 begann ein von der Bayerischen Schlösserverwaltung und dem Staatshochbauamt Nürnberg beauftragtes Architekturbüro mit der Erarbeitung von Bauplänen, nachdem eine Grobplanung durch den Burgenforscher und Historiker Daniel Burger (Nürnberg) erarbeitet worden war. Die Pläne zerschlugen sich; die Wahl fiel auf die Veste Heldburg.
2005 wurde ein Trägerverein für das Museum gegründet. Ihm gehören das Germanische Nationalmuseum, die Stiftung Thüringer Schlösser und Gärten und das Deutsche Historische Museum an, außerdem der Landkreis Hildburghausen, die Stadt Heldburg, die IHK Südthüringen sowie weitere Vereinigungen und Unternehmen. 2007 wurde in der Veste Heldburg eine Ausstellung mit 30 Schautafeln präsentiert, die bis zur Eröffnung über Ziele und Inhalte des künftigen Museums informierte. Sie bot zugleich einen Überblick über Typologie und Geschichte der Burgen, ihre Funktion während des Mittelalters, ihre Funktionen als Amtssitz im 18. und 19. Jahrhundert sowie die Rolle im 19. Jahrhundert. Erläutert wurde die Burgenforschung; außerdem wird die Arbeit der internationalen Wartburg-Gesellschaft vorgestellt.
Zunächst war die Eröffnung des Museums für 2011 vorgesehen. Die Umbauarbeiten verzögerten sich; die Bauarbeiten für die Sanierung der Veste wurden am 2. Juni 2009 begonnen. Die Baukosten wurden 2009 mit vier bis sieben Millionen Euro veranschlagt.
Die große Eröffnungsfeier des Deutschen Burgenmuseums fand am 8. September 2016 statt. Seit dem 9. September 2016 ist das Museum für den regulären Besucherverkehr geöffnet.

## Sonder- und Wechselausstellungen (Auswahl)
- Ein feste Burg ist unser Gott – Luther und die Burgen (28. Juni 2017 – 5. November 2017)
- Stein auf Stein – Die Basis der Macht (8. Juni 2019 – 18. August 2019)
- Steinreich oder auf den Hund gekommen? Redewendungen des Mittelalters (30. April 2020 – 25. April 2021)
- Die Veste Heldburg im Wandel der Zeit – 30 Jahre Wiedervereinigung (3. Oktober 2020 – 25. April 2021)
- Burgenforscher Otto Piper – Zum 100. Todestag (18. Juli 2021 – 9. Januar 2022)
- 5 Jahre Deutsches Burgenmuseum – Oder: Wie die Zeit vergeht (16. Oktober 2021 – 3. April 2022)
- 100 Jahre Regina von Habsburg – Prinzessin von Sachsen-Meiningen (9. März 2025 – 4. Januar 2026)
- 1525. Bauernkrieg im Henneberger Land. Ein Ereignis – Fünf Perspektiven. Burgen im Bauernkrieg (13. April 2025 – 2. November 2025)[7]